# Roetgen
Roetgen ([ˈʁøːtçən], Röhtchen) ist eine Gemeinde in Nordrhein-Westfalen an der Grenze zu Belgien. Sie gehört zur Städteregion Aachen. Durch die Nähe zu Aachen wurde die Gemeinde vor allem für Pendler interessant, es existieren daher verschiedene Neubaugebiete aus den 1970er, 1980er und 1990er Jahren sowie ein Gewerbegebiet aus den 1990er Jahren. Seit dem 27. November 2012 trägt die Gemeinde offiziell den Titel Tor zur Eifel.

## Geographie
Roetgen liegt im Norden des Naturparks Hohes Venn-Eifel am Flüsschen Weser, das wenige Kilometer südlich entspringt. Zwischen Roetgen und Rott liegt die Dreilägerbachtalsperre, die vom Dreilägerbach sowie über die künstlich angelegten Schleebachhanggraben und Hasselbachgraben gespeist wird. Das angeschlossene Wasserwerk der WAG Nordeifel versorgt unter anderem große Teile Aachens und das niederländische Kerkrade mit Trinkwasser.
Im Nordwesten grenzt die Stadt Aachen mit den Stadtteilen Kornelimünster und Walheim, im Nordosten Stolberg mit den Stadtteilen Venwegen und Zweifall, im Südosten Simmerath mit dem Ortsteil Lammersdorf an Roetgen. Im Westen, jenseits der deutsch-belgischen Grenze, liegen die Stadt Eupen sowie die Gemeinde Raeren, deren Ortsteil Petergensfeld nördlich der Charliersmühle unmittelbar an Roetgen angrenzt.
Durch das Gemeindegebiet fließen:
- Weser, mit Wasserabgabe über den Weserstollen an den Grölisbach
- Grölisbach
- Roetgenbach
- Schleebach
- Vicht
- Dreilägerbach

## Geschichte
Das Gebiet um Roetgen lag im Kreuzungspunkt wichtiger Römerstraßen zwischen Colonia Ulpia Traiana und Augusta Treverorum sowie von Marcodurum über die Eifel nach Leodicum. Eisenverhüttung ist bereits in der Antike belegt, eine Besiedlung jedoch nicht.
Eine Urkunde von 1430, die das Erbrecht am Vichtbach beschreibt, bekundet den historischen Ursprung der mittelalterlichen Eisenverhüttung im Reitwerk Mulartshütte bei Mulartshütte. Die Steuererhebungslisten des Monschauer Landes von 1551 weisen die ersten Siedler von Roetgen, die Wald- und Heideland roden mussten, namentlich nach; es ist jedoch bereits im 15. Jahrhundert von einer initialen Besiedlung auszugehen. 1555 wurde der damalige Weiler Petergensfeld, zum Herzogtum Limburg zählend, an Spanien abgetreten. Siehe Spanische Niederlande.
Von 1636 bis 1660 wurde die erste Kirche gebaut, von der nur noch ein Teil – die heutige Marienkapelle – erhalten ist. Im 18. Jahrhundert entstand durch Übertritte auch eine reformierte Kirchengemeinde, die zwischen 1779 und 1782 die Evangelische Kirche Roetgen errichtete.
Tuchmachergewerbe und Weberei waren im 18. Jahrhundert die wirtschaftliche Basis Roetgens. Charakteristisches architektonisches Beispiel dieser Zeit ist das Alte Jägerhaus in Mulartshütte.
Territorial gehörte Roetgen bis zur Französischen Revolution zum Herzogtum Jülich. Bei der Neuordnung im Wiener Kongress 1815 wurde es Preußen zugeschlagen.
1885 wurde Roetgen an die Eisenbahnstrecke Aachen – St. Vith, die damals noch deutsch war, angeschlossen. Als nach dem Ersten Weltkrieg die Region Eupen-Malmedy an Belgien fiel, wurde Roetgen Grenzgemeinde und die Vennbahn einschließlich des Bahnhofs Roetgen zu belgischem Staatsgebiet. Die durch die nun belgische Bahntrasse abgetrennte Exklave Roetgen/Lammersdorf wurde neben Mützenich, Ruitzhof, Rückschlag und Münsterbildchen zu eine von fünf deutschen Exklaven in Belgien. Die Logistik und wirtschaftliche Versorgung des Gebietes waren hierdurch gefährdet.
1909 war mit dem Bau der Dreilägerbachtalsperre begonnen worden, die 1926 durch einen Stollen mit dem Kalltal und später über die zwischenzeitlich gebauten Kalltalsperre und Rurtalsperre mit der Rurtalsperre verbunden wurde.
Einen weiteren schweren Einbruch in der Wirtschaftsgeschichte der Region stellte der Zweite Weltkrieg dar. Am 12. September 1944 um 14:30 Uhr marschierten die Amerikaner, über Raeren-Petergensfeld kommend, bei dem Weiler Schwerzfeld in Roetgen ein. Es war der erste Ort in Deutschland, der von den Amerikanern eingenommen wurde – so berichtete die New York Times am 14. September 1944.
Nach Kriegsende plante Belgien zunächst, die durch die Vennbahn entstandene Exklave zu annektieren, ließ diese Pläne aber im April 1949 wieder fallen.
Der Deutsch-Belgische Grenzvertrag von 1956 regelte u. a. die Rückgabe bestimmter Teilgebiete an Deutschland. Dies erfolgte am 28. August 1958 (BGBl. II S. 262).
Von 1815 bis 1971 gehörte Roetgen zum durch das Aachen-Gesetz aufgelösten Kreis Monschau. Die damals noch selbstständigen Orte Roetgen, Rott und Zweifall, zu dem Mulartshütte gehörte, bildeten schon seit 1934 das Amt Roetgen. Am 1. Juli 1969 schlossen sie sich zur neuen Gemeinde Roetgen zusammen. Am 1. Januar 1972 wurde durch das Aachen-Gesetz der Ortsteil Zweifall (mit Ausnahme von Mulartshütte) abgetrennt, und die neue Gemeinde Roetgen wurde dem Kreis Aachen und dem Amtsgericht Monschau zugeteilt.
Roetgen setzt nunmehr auf den Tourismus als Tor sowohl zur Eifel als auch zum Hohen Venn. Die grenznahe Lage, in der Nachkriegszeit ein wirtschaftlicher Nachteil, gereicht der Gemeinde nunmehr zum Vorteil.

### Konfessionsstatistik
Gemäß dem Zensus 2022 waren (Stand Mai 2022) 49,8 % der Einwohner katholisch, 13,6 % evangelisch. 36,5 % waren konfessionslos, gehörten einer anderen Glaubensgemeinschaft an oder machten keine Angabe. Der Anteil der Katholiken an der Gesamtbevölkerung ist seitdem jährlich gesunken.
Laut Angaben des Bistums Aachen waren Ende 2022 49,1 % der Gesamtbevölkerung katholisch, Ende 2024 waren es 45,2 % der Einwohner.

## Gemeindegliederung
Das Gemeindegebiet besteht aus folgenden Ortschaften: Roetgen, Rott und Mulartshütte, welches der älteste Ortsteil Roetgens ist.

## Politik

### Gemeinderat

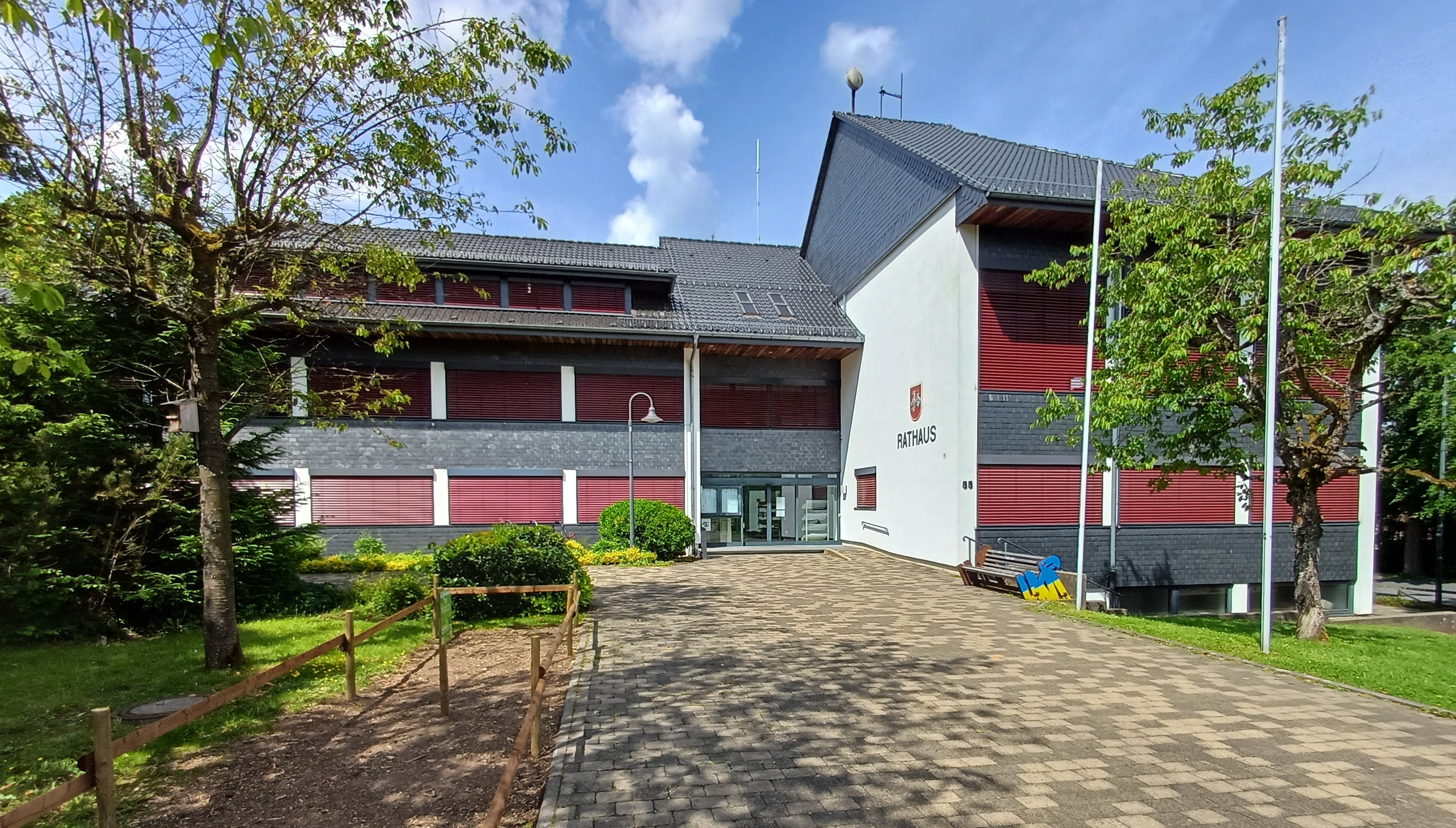
Gemeindeverwaltung

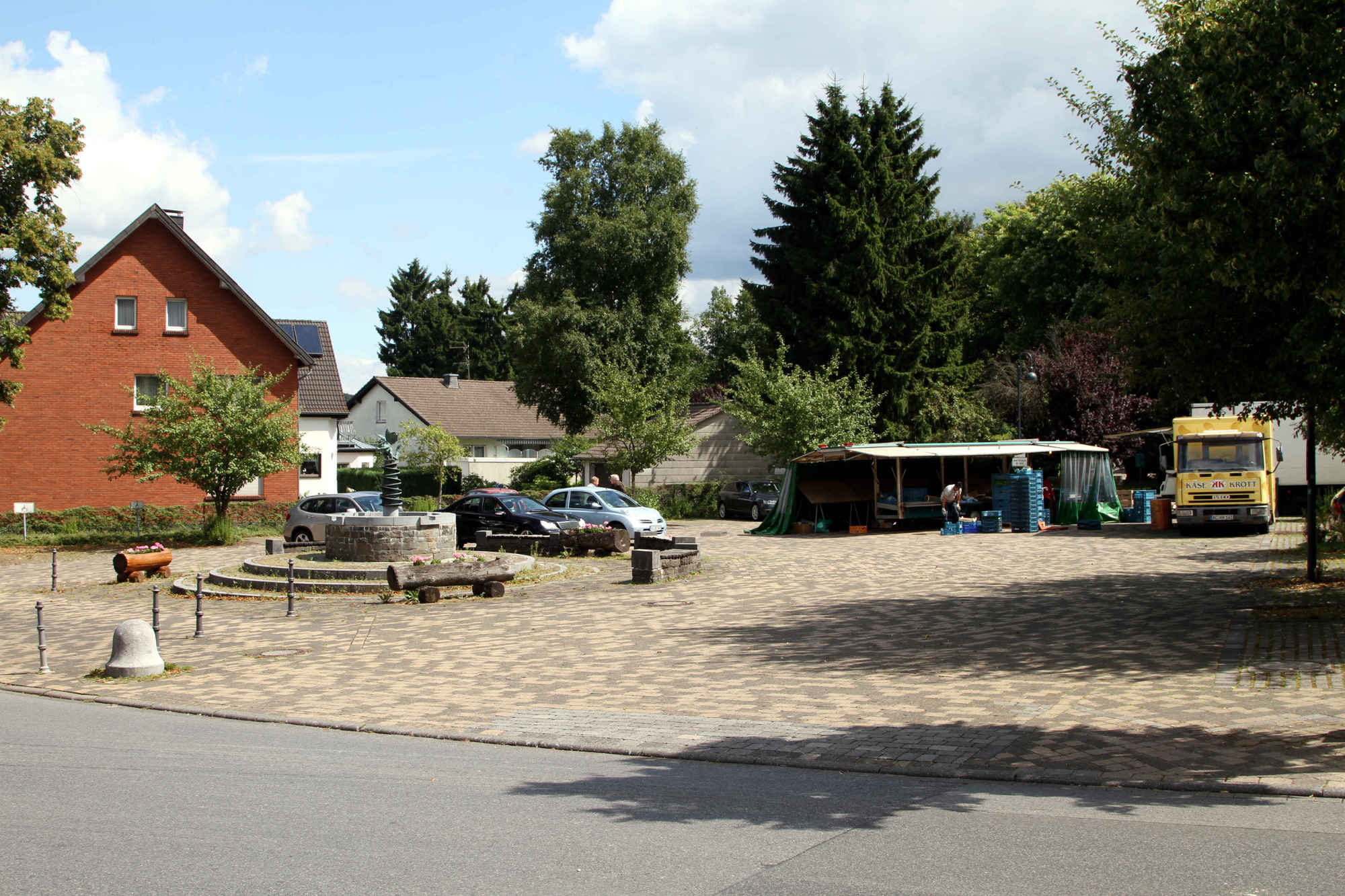
Marktplatz

Bei den Kommunalwahlen seit 2004 ergaben sich folgende Sitzverteilungen im Gemeinderat:
|      | SPD | CDU | UWG | GRÜNE | FDP | Gesamt   |
| 2020 | 7   | 5   | 6   | 7     | 1   | 26 Sitze |
| 2014 | 8   | 9   | 6   | 5     | 2   | 30 Sitze |
| 2009 | 8   | 7   | 5   | 4     | 2   | 26 Sitze |
| 2004 | 8   | 11  | —   | 5     | 2   | 26 Sitze |

Zusätzliches Mitglied im Rat ist qua Amt der Bürgermeister.
Insgesamt 26 Sitze 
- Grüne: 7
- SPD: 7
- UWG: 6
- CDU: 5
- FDP: 1

Stand: Kommunalwahl im September 2020

### Wappen
| Wappen der Gemeinde Roetgen | Blasonierung: „In Rot einer silberner (weißer) Drache, der von einer schräg-links geneigten golden (gelben) Kreuzlanze durchbohrt wird.“ |
| Wappen der Gemeinde Roetgen | Wappenbegründung: Das von Walther Bergmann entworfene Wappen wurde am 21. März 1973 vom Regierungspräsidenten in Köln verliehen. Die Darstellung basiert auf einem alten Wappen vom Ortsteil Rott, wo der Hl. Quirinus noch heute durch eine alljährliche "Quirinus-Oktav" verehrt wird. |

### Banner
|  | 00Banner: „Das Banner ist Rot-weiß-rot-weiß-rot im Verhältnis 3:2:3:2:3 längsgestreift, darüber im rechteckigen roten Bannerhaupt ohne Schild das Wappen der Gemeinde.“ |

### Bürgermeister
Jorma Klauss (SPD) wurde im September 2015 in einer Stichwahl mit 56,79 % der Stimmen zum neuen Bürgermeister gewählt und 2020 mit 67,2 % der Stimmen im Amt bestätigt.

### Gemeindepartnerschaften
Die Gemeinde Roetgen pflegt Partnerschaften mit dem französischen Wervicq-Sud (seit 1967) und mit dem sächsischen Neumark (seit 1990).

## Infrastruktur

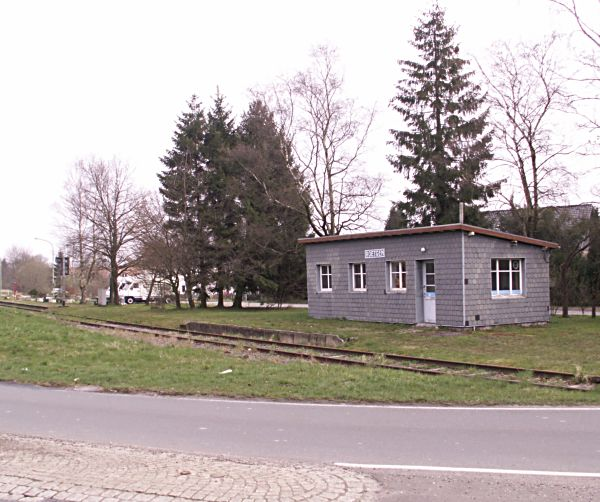
Ehemaliger Bahnhof Roetgen

### Verkehr
Bis zur Stilllegung der noch bis 2001 als Museumsbahn genutzten Vennbahn (belgisches Hoheitsgebiet) existierte in Roetgen ein Bahnhof, der auf dem Gemeindegebiet von Raeren liegt. Nachdem 2010 die Strecke abgebaut wurde, ist auf der Trasse der Vennbahn-Radweg entstanden. Der Ort ist über die Bundesstraße 258 – bei Roetgen wegen schnurgerader steiler Steigungsstrecken auch Himmelsleiter genannt – zu erreichen. Aachen ist etwa 17 km entfernt, Monschau 15 km und Simmerath 10 km.
Die Gemeinde Roetgen liegt im Aachener Verkehrsverbund (AVV), im öffentlichen Personennahverkehr (ÖPNV) besteht eine Busanbindung u. a. nach Aachen. Darüber hinaus wird im gesamten Gemeindegebiet der NetLiner betrieben. Der nächste große Bahnhof ist Aachen Hbf mit Verbindungen nach Brüssel, Düsseldorf, Köln und Paris sowie zu regionalen Zielen in der Euregio Maas-Rhein, die mit der Euregiobahn erreichbar sind.
| Linie            | Betreiber | Verlauf |
| ---------------- | --------- | --- |
| 46               | ASEAG     | Aachen Bushof – Bf Rothe Erde – Tierpark – Forster Linde – Lintert – Hitfeld – Oberforstbach – Schleckheim – Nütheim – Walheim – Hahn – Venwegen Abzweigung – Breinig Entengasse –Mulartshütte – Rott – Dreilägerbachtalsperre – Roetgen Post |
| 61               | ASEAG     | Stolberg Mühlener Bf – Stolberg Altstadt – Binsfeldhammer – Bernardshammer – Breinigerberg – Breinig – Venwegen Abzweigung – Rott Königsberger Straße – Rott – Dreilägerbachtalsperre – Roetgen Post |
| 64               | ASEAG     | Ortsbus Roetgen: (Schwerzfelder Straße –) Roetgen Post – Markt – Kalfstraße (– Pilgerbornstraße) |
| 66               | ASEAG     | Während der Sperrung der B258 in Konzen wird Konzen nur vom Schülerverkehr und vom NetLiner bedient. Aachen Bushof – Kaiserplatz – Josefskirche – Bf Rothe Erde – Forst – Brand – Kornelimünster – Walheim – Friesenrath – Roetgen –Konzen Bf. – Breitestr. – Am Gericht – Imgenbroich – Monschau |
| SB63             | ASEAG     | Schnellbus: Aachen Bushof – Elisenbrunnen – Misereor – Aachen Hbf – Marienhospital – Burtscheid – Oberforstbach Gewerbegebiet – (Rott –) Roetgen – Lammersdorf – (Paustenbach – Bickerath) / (Rollesbroich – Strauch Am Roßbach –) Simmerath |
| SB66             | ASEAG     | Während der Sperrung der B258 in Konzen wird Konzen nur vom Schülerverkehr und vom NetLiner bedient. Schnellbus: Aachen Bushof – Kaiserplatz – Scheibenstraße – Bf Rothe Erde – Brand – Kornelimünster – Walheim – Friesenrath – Roetgen – Konzen Bf. – Breitestr. – Am Gericht – Imgenbroich – Monschau |
| 722              | TEC       | Lichtenbusch Grenze (B) / (Köpfchen Grenze (D) – Hauset (B)) – Eynatten (B) – (Roetgen (D) –) Raeren (B) – Kettenis – Eupen (AVV-Tarif gilt nur in deutschen Streckenabschnitten) |
| N60              | ASEAG     | Während der Sperrung der B258 kann der Nachtexpress in Konzen nur die Haltestellen Konzen Bf. und Breitestr. bedienen. Aus Zeitgründen kann Imgenbroich nicht bedienen. Nachtexpress: nur in den Nächten vor Samstagen sowie Sonn- und Feiertagen Aachen Hauptbahnhof → Elisenbrunnen → Aachen Bushof → Kaiserplatz → Josefskirche → Bf Rothe Erde → Forst → Brand → Kornelimünster → Walheim → Hahn → Rott → Roetgen → Lammersdorf → Rollesbroich → Witzerath → Simmerath → Strauch Am Roßbach → Kesternich → Am Gericht → Konzen Breitestr. → Konzen Bf. → Roetgen → Friesenrath → Walheim |
| NetLiner Roetgen | ASEAG     | NetLiner: Fährt 30 min. nach der Buchung. Fährt Mo–Fr von 8–11:30 Uhr und von 15–20 Uhr. Bedient: Roetgen, Rott und Mulartshütte |

Die nächsten Flughäfen befinden sich in Lüttich (etwa 60 km), Maastricht (etwa 60 km), Köln/Bonn (etwa 90 km) und Düsseldorf (etwa 100 km).

### Schulen
Die Gemeinde Roetgen unterhält eine Grundschule in ihrem Ortszentrum. Schüler mit Gymnasial-, Realschul- und Hauptschulempfehlung steht die Sekundarschule Nordeifel im benachbarten Simmerath zur Verfügung, an deren Trägerschaft die Gemeinde Roetgen beteiligt ist. Abgerundet wird das schulische Angebot durch eine kostenpflichtige Privatschule im Gebäude des alten Klosters im Ortskern von Roetgen.

## Eifelsteig
Der in Kornelimünster beginnende 313 km lange Wanderweg Eifelsteig führt durch Roetgen. Die Wanderstrecke führt durch die Eifel und endet in der römischen Kaiserstadt Trier.

## Sehenswürdigkeiten
- Die Marienkapelle ist der verbliebene Teil der ersten katholischen Pfarrkirche Roetgens, die nach dem neogotischen Neubau der St. Hubertuskirche (1854–1856) teilweise abgerissen wurde. Geweiht war sie dem Heiligen Hubertus von Lüttich, der Jungfrau Maria und Johannes dem Täufer.
- Im Roetgener Rathaus steht die Skulptur eines Webers von Hermann Pier (1925–1985); draußen auf dem Vorplatz befindet sich eine Kopie. Neben dem künstlerischen ist ihr dokumentarischer Wert von Bedeutung, der diesen Berufsstand als prägend für die Wirtschaftsgeschichte Roetgens ausweist.
- Die Charliers-Mühle (Unterbau in Bruchstein, 1768) ist eine ehemalige Wassermühle (heute Wohnhaus) an der Weser. In der sich hinter der Mühle erstreckenden Landschaft mit Weiden, Buchenreihen und Teichen verläuft auch Etappe 1 des Eifelsteigs.
- Der Kreuzweg mit Friedenskreuz und Giersbergkapelle im Ortsteil Rott
- Der Schwarzwildpark im Westen Roetgens.

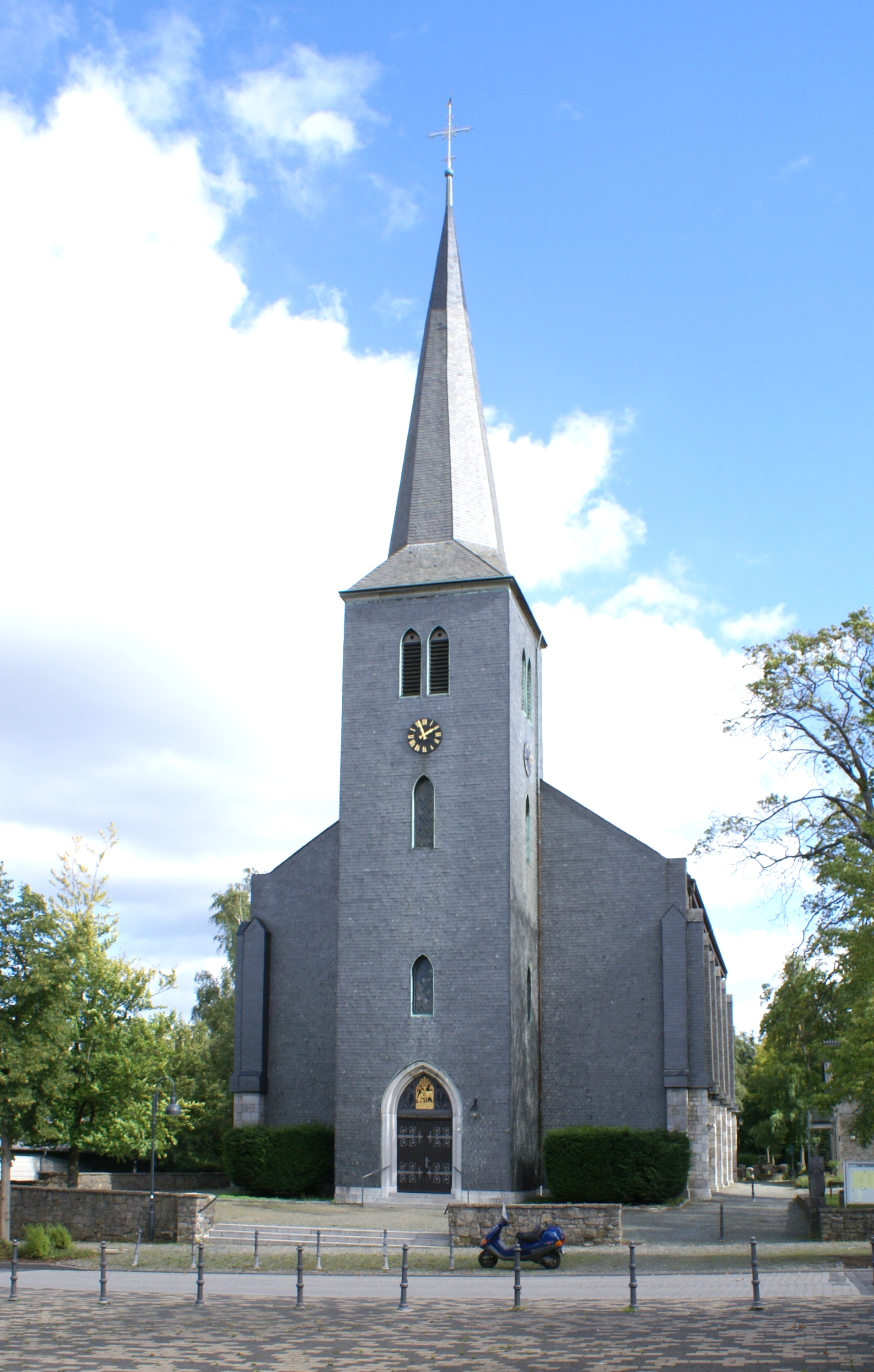
Kath. Kirche St. Hubertus, Roetgen
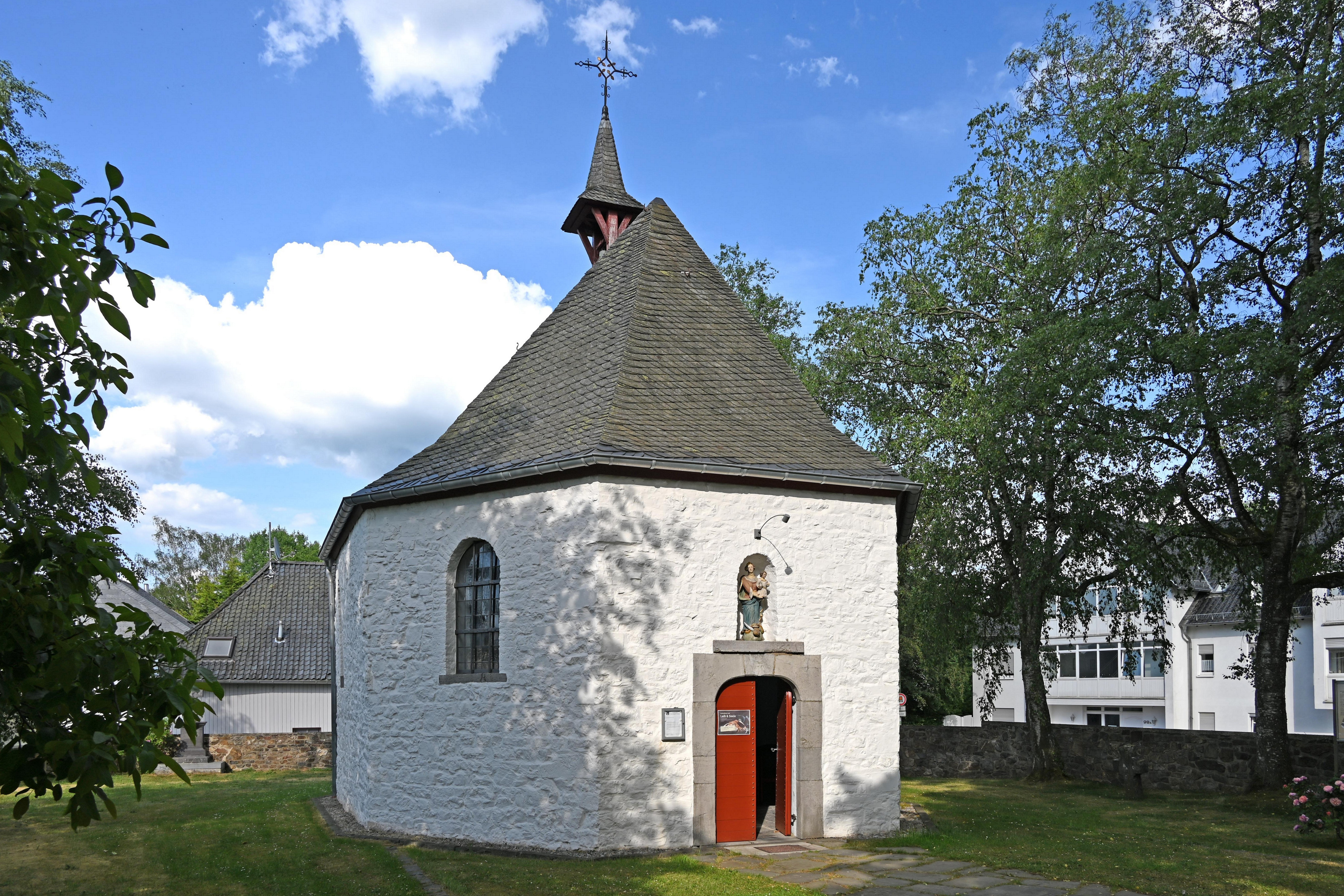
Marienkapelle Roetgen
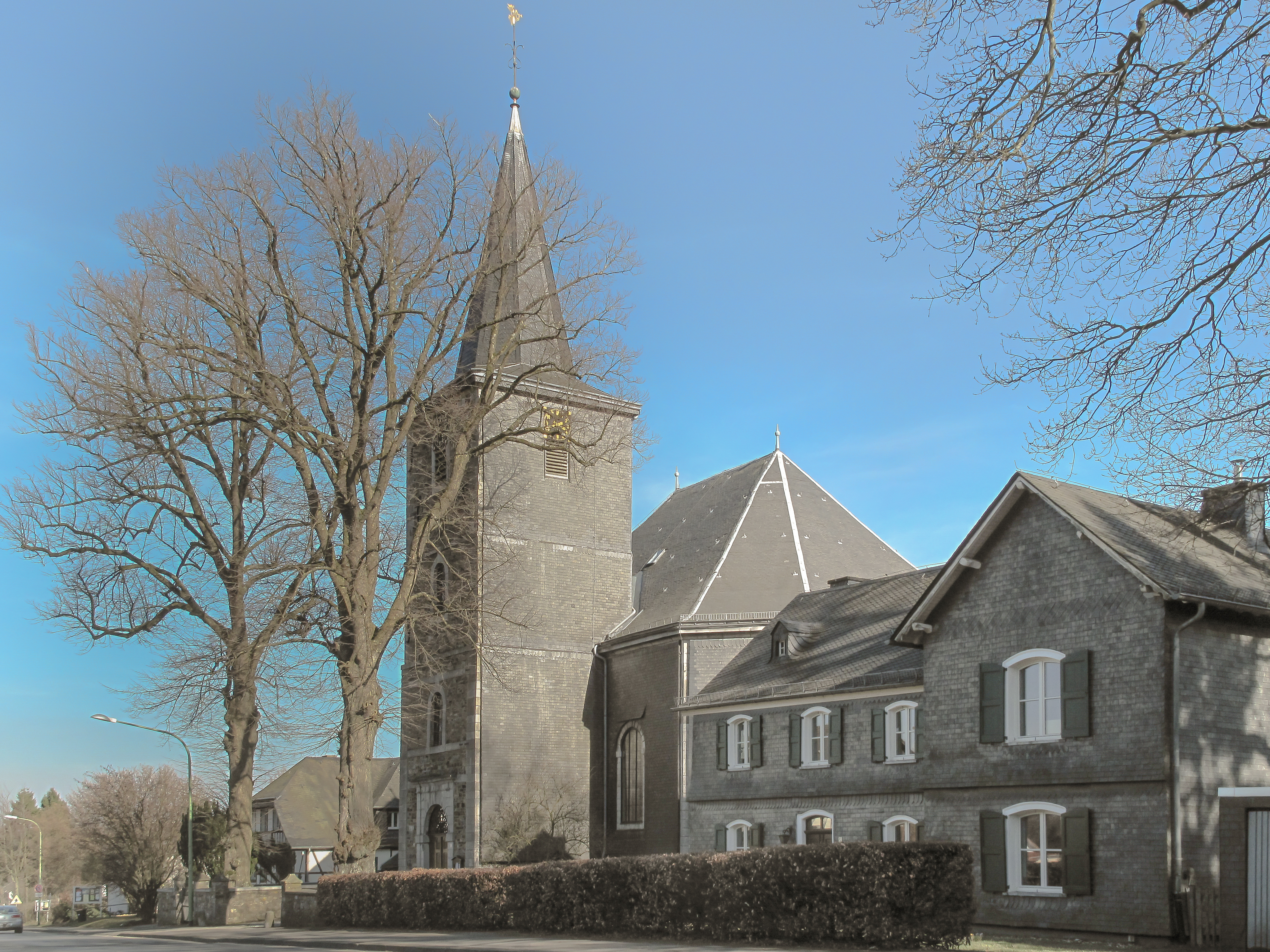
Evangelische Kirche Roetgen
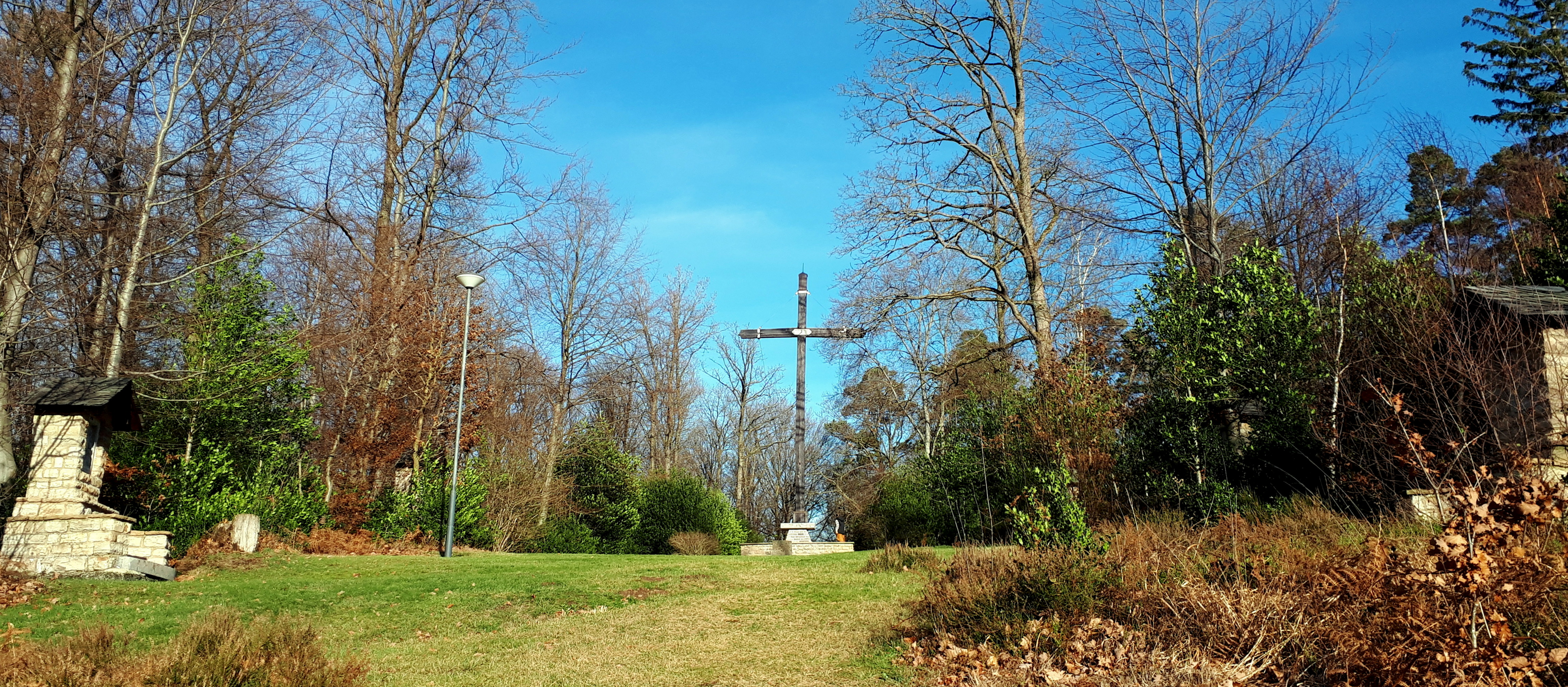
Kreuzweg Rott

## Söhne und Töchter der Gemeinde
- Edgar Brunner (* 1943), Statistiker und Universitätsprofessor
- Albert Charlier (1814–1894), Industrieller, Waggonfabrikant
- Alois Gerards (1888–1971), Landrat in Monschau
- Pit Gottschalk, Journalist und Medienmanager, u. a. Chefredakteur Sport Bild
- Lotti Krekel (1941–2023), Schauspielerin und Sängerin
- Albert Lauscher (1872–1944), katholischer Priester, Gymnasiallehrer, Professor für Theologie und Politiker der Zentrumspartei
- Wilhelm Rombach (1884–1973), Landrat in Düren (1920 bis 1923), Regierungspräsident (1923 bis 1928) und Oberbürgermeister von Aachen (1928 bis 1933), nach dem Mord an Franz Oppenhoff noch einmal kurz Oberbürgermeister von Aachen im Jahr 1945. Ausgezeichnet mit dem Großen Verdienstkreuz der Bundesrepublik Deutschland (1952).
- Hubert vom Venn (* 1953), Kabarettist und Schriftsteller
- Marga Wilden-Hüsgen (* 1942), Mandolinistin und Musikforscherin
- Mathias Wilms (1893–1978), Gründer der ersten freien Gewerkschaft in Deutschland nach dem Zweiten Weltkrieg